# 鈴木松雄
鈴木 松雄（すずき まつお、1903年（明治36年）7月11日 - 1978年（昭和53年）9月6日）は、日本の実業家、工学者。東京工業大学電気工学科教授。工学博士（東京帝国大学）、従四位。昭和電線電䌫（現・昭和電線ホールディングス）社長・会長・相談役やCQ出版社長、多摩電気工業（現・真田KOA）社長などを歴任した。

## 略年表
- 1903年 神奈川県葉山生まれ。後に東京に転居し、永田町小学校（現千代田区立麹町小学校）、東京府立第一中学校（現東京都立日比谷高等学校）、旧制第一高等学校を経て、東京帝国大学工学部電気科を卒業。東京工業大学助手に就任する。
- 1928年 東京工業大学助教授
- 1937年 工学博士（東京帝国大学）
- 1941年 東京工業大学教授
- 1948年 多摩電気工業（現・真田KOA）社長
- 1962年 昭和電線電䌫（現・昭和電線ホールディングス）社長
- 1968年 紫綬褒章受章[1]
- 1974年 昭和電線電䌫会長

### 博士論文
- 1937年 鈴木松雄『空気中の火花放電の研究』東京帝国大学。

## 家族・親族
鈴木商店（現味の素）第2代社長鈴木忠治の次男。鈴木商店創業者の2代目鈴木三郎助は伯父。兄に三楽オーシャン（現メルシャン）社長・会長を務めた鈴木三千代、弟に鈴木竹雄（東京大学名誉教授）、通商産業省重工業局長等や日揮会長を務めた鈴木義雄、経済同友会副代表幹事や昭和電工社長・会長を務めた鈴木治雄、三菱重工業副社長や三菱自動車販売（現・三菱自動車工業）社長を務めた鈴木正雄、大蔵省国際金融局長や国際通貨基金理事等を務めた鈴木秀雄、多摩電気工業（現・真田KOA）会長を務めた鈴木泰雄がいる。
妻・富美子は田中文蔵の長女。

## 著書
- 『実用電気工学講座』 共立社 1935年
- 『電氣磁氣基礎論』 共立社 1936年
- 『電気磁気学』 共立出版 1947年

その他、論文多数。